# Modèle christallérien
 (novembre 2015).
 (février 2010).
Si vous disposez d'ouvrages ou d'articles de référence ou si vous connaissez des sites web de qualité traitant du thème abordé ici, merci de compléter l'article en donnant les références utiles à sa vérifiabilité et en les liant à la section « Notes et références ».
Le modèle christallérien est une théorie spatiale cherchant à expliquer la hiérarchie des villes, selon leurs tailles, leurs localisations et leurs fonctions. Elle a pour la première fois été proposée par le géographe allemand Walter Christaller qui a publié en 1933 : « Die zentralen Orte in Süddeutschland » (Les Lieux centraux dans le sud de l'Allemagne).
Le modèle développé par Christaller s'inscrit dans une suite de recherches théoriques ayant débuté dans la moitié du XIXe siècle qui cherchaient à déterminer, pour un espace donné, la localisation optimum d'objets géographiques ou économiques. L'énoncé du modèle christallérien a eu un impact très important pour la géographie d'après-guerre. Ce modèle a suscité de nombreux débats au sein des communautés géographique et économique d'autant plus que les théories de Walter Christaller ont été reprises par le parti nazi auquel il adhère en 1940.

## Le système des lieux centraux
La présentation standard actuelle de la « théorie de la centralité » à l’aide de schémas dits « modèle christallérien » est le résultat d’une réinterprétation et d’une reformulation des recherches de Walter Christaller dans Die zentralen Orte in Süddeutschland (1933).
- Ce modèle réduit l’espace géographique à un espace « homogène », c'est-à-dire à un espace où on se déplace de manière identique et à la même vitesse dans toutes les directions (isotropie) et dans lequel des formes géométriques régulières identiques se déduisent les unes des autres (isomorphisme).
- Ce modèle fonctionne sans tenir compte des comportements culturels et psychologiques des populations. Les producteurs et les consommateurs font des choix rationnels et se déplacent de la manière la plus économique.

Ce modèle permettrait alors de déduire qu’en théorie les villes dans lesquelles vivent ces populations s’organisent spatialement en réseaux hiérarchisés qui fonctionneraient en vertu de trois principes souvent appelés des logiques.

### Le principe de marché

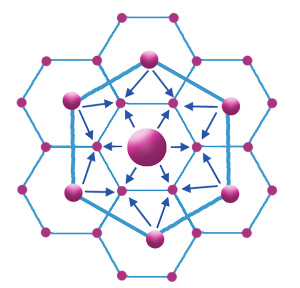
Premier schéma attribué à Christaller

Ce principe est censé résulter de la loi économique de l’offre et de la demande. Une ville est considérée comme un lieu de création et de consommation de richesses. Il en résulte une concentration, une accumulation et une convergence de population. Plus une ville offre de biens et de services, plus son aire d'influence en tant que lieu « central » est étendue. L’espace étant homogène, l’optimisation de la répartition des villes s’expliquerait par leur localisation aux centres et aux sommets de figures hexagonales régulières. Par conséquent, en plus de lui-même, chaque lieu central situé au centre d’un hexagone desservirait six lieux centraux aux sommets de cet hexagone. Mais chaque lieu central situé au sommet d’un hexagone appartient également à deux autres hexagones adjacents.
Par conséquent, pour Walter Christaller, les lieux centraux situés aux 6 sommets d’un hexagone sont desservis à raison d’un tiers par trois lieux centraux situés dans trois hexagones adjacents. Pour un hexagone complet, le coefficient numérologique du « principe de marché » est donc : 1 unité pour le lieu central situé au centre de l’hexagone et 6 fois un tiers pour les lieux centraux situés aux sommets, soit : k = (6 x ⅓) + 1 = 3.

### Le principe de transport

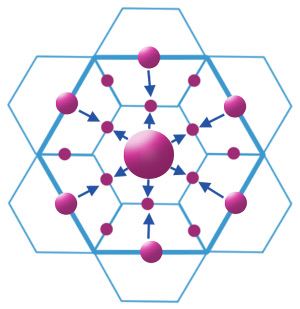
Deuxième schéma attribué à Christaller

Ce principe est censé résulter de la recherche de l’économie dans les déplacements entre les lieux centraux. Afin de minimiser ces frais, Walter Christaller propose d’aligner les lieux centraux secondaires entre les lieux centraux principaux sur les diagonales qui joignent les centres des hexagones initiaux. Chaque lieu central situé au centre d’un hexagone dessert six lieux centraux situés sur les côtés qui l’entourent. Inversement, chaque lieu central situé sur l’un des 6 côtés d’un hexagone est desservi pour moitié par les deux lieux centraux localisés dans les hexagones adjacents au côté où il se trouve. Pour un hexagone complet, le coefficient numérologique du « principe de transport » est donc : 1 unité pour le lieu central situé au centre de l’hexagone et 6 fois un demi pour les lieux centraux situés sur les milieux des côtés, soit : k = (6 x ½) + 1 = 4.

### Le principe administratif

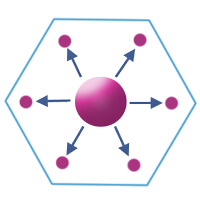
Troisième schéma attribué à Christaller

Ce principe est censé résulter d’une organisation spatiale pyramidale de lieux centraux secondaires autour d’un lieu central principal. Walter Christaller situe les lieux centraux secondaires à égale distance du lieu central principal sur les sommets d’un hexagone (figure 1). Chaque lieu central situé au centre de l’hexagone principal exerce son pouvoir administratif et politique sur six lieux centraux secondaires. Pour un hexagone complet, le coefficient numérologique du « principe d’administration » est donc : 1 unité pour le lieu central situé au centre de l’hexagone et 1 unité pour chaque lieu central situé sur les sommets, soit : k = (6 x 1) + 1 = 7.

## À propos du coefficient k
Le coefficient k ne figure dans aucun texte de Walter Christaller. L’usage de cette lettre a été introduit par August Lösch dans son ouvrage The Economics of Location (1940, édition remaniée 1944). Sa signification a donc donné lieu à de multiples interprétations. Pour certains, ce coefficient aurait désigné le rapport entre le nombre de villes au niveau n de la hiérarchie et le nombre de ville au niveau immédiatement inférieur (n-1). C’est ainsi qu’ils interprètent la progression du nombre de lieux : 3, 3x3=9, 9x3= 27 etc selon le « principe » de marché k=3. Ce qui s’expliquerait par le fait que, dans le schéma, chaque ville ne doit être comptabilisée qu'une seule fois, même si elle est englobée dans plusieurs aires d'influences. Cependant, d'autres interprètent ce coefficient non pas comme un coefficient arithmétique mais comme un « facteur » géométrique, en prenant en compte le rapport de surface entre l'aire d'influence d'un centre de niveau n et celle d'un centre de niveau inférieur (n-1).
Il y a enfin une troisième interprétation qui s'appuie sur l'appartenance de Walter Christaller à une famille d'ecclésiastiques. Il connaissait bien la Bible et les évangiles auxquels il fait allusion dans son autobiographie. Le chiffre 3 est celui de la Trinité. Le chiffre 4 renvoie aux quatre vivants dans le chapitre 1 de l’Apocalypse de saint Jean. Le chiffre 7 = 4 + 3 se réfère à la création du monde en sept jours dans la Genèse. Il ne s'agirait pas de mathématique mais de numérologie très présente dans la géographie allemande.
La validité des schémas attribués à Walter Christaller justifiant un « modèle christallérien » a été dès l’origine sujette à controverse. En effet, après avoir été critiquée sévèrement avant la Seconde Guerre mondiale, elle a été réhabilitée par les « nouveaux géographes » après la fin du conflit pour être à nouveau contestée à la fin du XXe et au début du XXIe siècle. Depuis 1880, les mathématiciens considèrent en effet un « modèle » comme une « structure qui réalise les propositions d’une théorie » (H. Poincaré) et depuis 1928 les linguistes voient dans un « modèle » une « représentation simplifiée de relations entre unités d’un système » (V. Propp). Or, en 1933 et 1941 Christaller parle de « schéma » (« mathematisches Schema », « mathematical Scheme ») mais pas de « modèle » (« Modell », « model ») de son « système des lieux centraux » (« System der zentralen Orte », « System of Central places ») dans une « théorie de la géographie des lieux habités » (« Siedlungsgeographie », « geography of settlements ») et non pas d’une « théorie de la centralité ». Dès lors comment peut-on transformer les schémas attribués à Walter Christaller en « modèle » scientifique alors qu’ils n’étaient pour lui que des représentations graphiques de « systèmes » ?